# ناصر سعد الرشيد
ناصر بن سعد الرشيد أكاديمي وشاعر وأديب ومفكر سعودي، من مواليد بلدة الشعراء بعالية نجد عام 1360هـ (1941م)، قام بتحقيق عدد من كتب التراث ودواوين الشعر العربي، وهو حاصل على جائزة سوق عكاظ للأدب عام 2018م.

## التعليم
تلقى تعليمه الابتدائي بمدرسة الشعراء ثم بدار التوحيد بالطائف ثم تخرج من كلية الشريعة بمكة المكرمة ثم إبتعث إلى بريطانيا لدراسة الدكتوراه حيث حصل عليها من جامعة سانت أندروز عام 1391-1971م. ويعد من أوائل السعوديين الذين حصلوا على شهادة الدكتوراه.

## العمل
- عمل أستاذاً مساعداً بجامعة أم القرى وظل فيها حتى حصل على درجة الأستاذية عام 1402هـ حيث انتقل إلى مدينة الرياض فعمل أستاذاً في قسم اللغة العربية وآدابها بكلية الآداب بجامعة الملك سعود.
- عمل رئيساً لقسم اللغة العربية بكلية الشريعة بمكة عام 1395هـ.
- عمل مديراً لمراكز البحث العلمي وإحياء التراث بمكة المكرمة 1397-1402هـ.
- عمل أستاذاً زائر في جامعة سيدني في أستراليا عام 1396هـ.
- عمل أستاذاً زائراً في جامعة قطر عام 1402هـ.
- شارك في عدد من المؤتمرات والندوات العلمية في المملكة وخارجها كما قام بإلقاء عدد من المحاضرات العامة.
- يقرض الشعر ويشترك في بعض الأمسيات الشعرية، يقوم بتدريس الأدب العربي والنقد والبلاغة وعلوم القرآن وعلوم الحديث.

## العضويات والمشاركات
كان عضواً في:
- لجنة الاختيار لجائزة الأدب العربي لجائزة الملك فيصل العالمية.
- لجنة الاختيار لجائزة آل بصير.
- عضو في المجلس الأعلى لكليات البنات.
- عضو في مجلس جامعة عبد العزيز آل سعود عن شطر مكة.
- لجنة المشورة الثقافية للمهرجان الوطني للتراث والثقافة.

أشرف على عدد كبير من رسائل الدكتوراه والماجستير كما ناقش عددا ًمنها في جامعات متعددة.

### العضوية العلمية السابقة
- عضو في لجنة الاختيار لجائزة الأدب العربي في جائزة الملك فيصل العالمية.
- عضو في لجنة الاختيار لجائزة آل بصير.
- عضو في المجلس الأعلى لكليات البنات.
- عضو في مجلس جامعة الملك عبد العزيز عن «شطر مكة».

### اللجان العلمية
- لجنة الأدب ورأستها مرتين.
- لجنة الدراسات العليا.
- لجنة اختيار المعيدين.
- لجنة التعيين.
- لجنة احتفالات المئوية.
- اللجنة العليا لسوق عكاظ.

### المشاركات العلمية والثقافية
- شارك في عدة مؤتمرات وندوات علمية وفكرية داخل المملكة وخارجها.
- حكَّم عدداً من الأبحاث والأوراق للمؤتمرات.
- له مشاركات في الصحف والقنوات الفضائية وأحاديث في النوادي الأدبية وفي الصوالين الاجتماعية وفي معارض الكتب.
- شارك في تحرير بعض المجلات العلمية المحكَّمة.

## المؤلفات
له عدد من الأبحاث والمؤلفات والتحقيقات التي تم نشرها ومن أهمها:
1. سوق عكاظ موقعه وتاريخه ونشاطاته في الجاهلية والإسلام.[6]
2. شعر يزيد بن الطثرية: دراسة وجمع وتحقيق.
3. تهذيب الآثار لابن جرير الطبري.
4. أمثال القرآن لابن قيم الجوزية.
5. رسالة الرد على الرافضة.
6. أغلاط الضعفاء من الفقهاء لابن بري.
7. القاعدة المراكشية لشيخ الإسلام.

## المحاضرات
- محاضرة (جماليات النبات عند الشعراء العرب) ألقاها في الجمعية العربية السعودية للثقافة والفنون في الرياض عام 2004م.[7]
- محاضرة (محطات ثقافية في حياتي) ألقاها في صالون أبي عبد الرحمن بن عقيل الظاهري في الرياض عام 2012م.[8]
- محاضرة (تنمية المَلَكة) ألقاها في نادي نجران الأدبي عام 2013م.[9]
- محاضرة (مفاجآت في كتب التراث) ألقاها في نادي الرياض الأدبي عام 2014م.[10]

## الجوائز
- حصل على وسام الاستحقاق من الدرجة الأولى من الملك خالد.
- حاصل على جائزة سوق عكاظ التقديرية في الأدب في دورته الثانية عشرة عام 2018م، وذلك تقديراً لجهوده في خدمة الأدب العربي.[11]